# Uszyce
Uszyce (deutsch Uschütz, 1936–1945 Wittenau) ist eine Ortschaft in Oberschlesien. Der Ort liegt in der Gmina Gorzów Śląski (Landsberg O.S.) im Powiat Oleski (Kreis Rosenberg) der Woiwodschaft Oppeln in Polen.

## Geographie

### Geographische Lage
Das Straßendorf Uszyce liegt elf Kilometer nordöstlich vom Gemeindesitz Gorzów Śląski (Landsberg O.S.), 36 Kilometer nördlich von der Kreisstadt Olesno (Rosenberg) und rund 70 Kilometer nordöstlich von der Woiwodschaftshauptstadt Opole (Oppeln). Der Ort liegt in der Nizina Południowowielkopolska (Südgroßpolnische Tiefebene) innerhalb der Wysoczyzna Wieruszowska (Weruschauer Hochebene). Durch den Ort verläuft in Ost-West-Richtung die Woiwodschaftsstraße DW 487. Durch den Ort fließt der Młynówka (Mühlgraben).
Nördlich des Dorfes fließt die Prosna, welche die Grenze zur Woiwodschaft Łódź bildet. Gleichzeitig bildete der Fluss bis 1945 die Grenze zwischen dem Deutschen Reich und Polen.

### Ortsteile
Zu Uszyce gehören die Ortsteile Karnów (Karlshof) und Kosowice (Moorgrund).

### Nachbarorte
Nachbarorte von Uszyce sind im Osten Zdziechowice (Seichwitz), im Südosten Goła (Gohle), im Südwesten Nasale (Nassadel) und im Nordwesten Sierosławice (Schiroslawitz).

## Geschichte

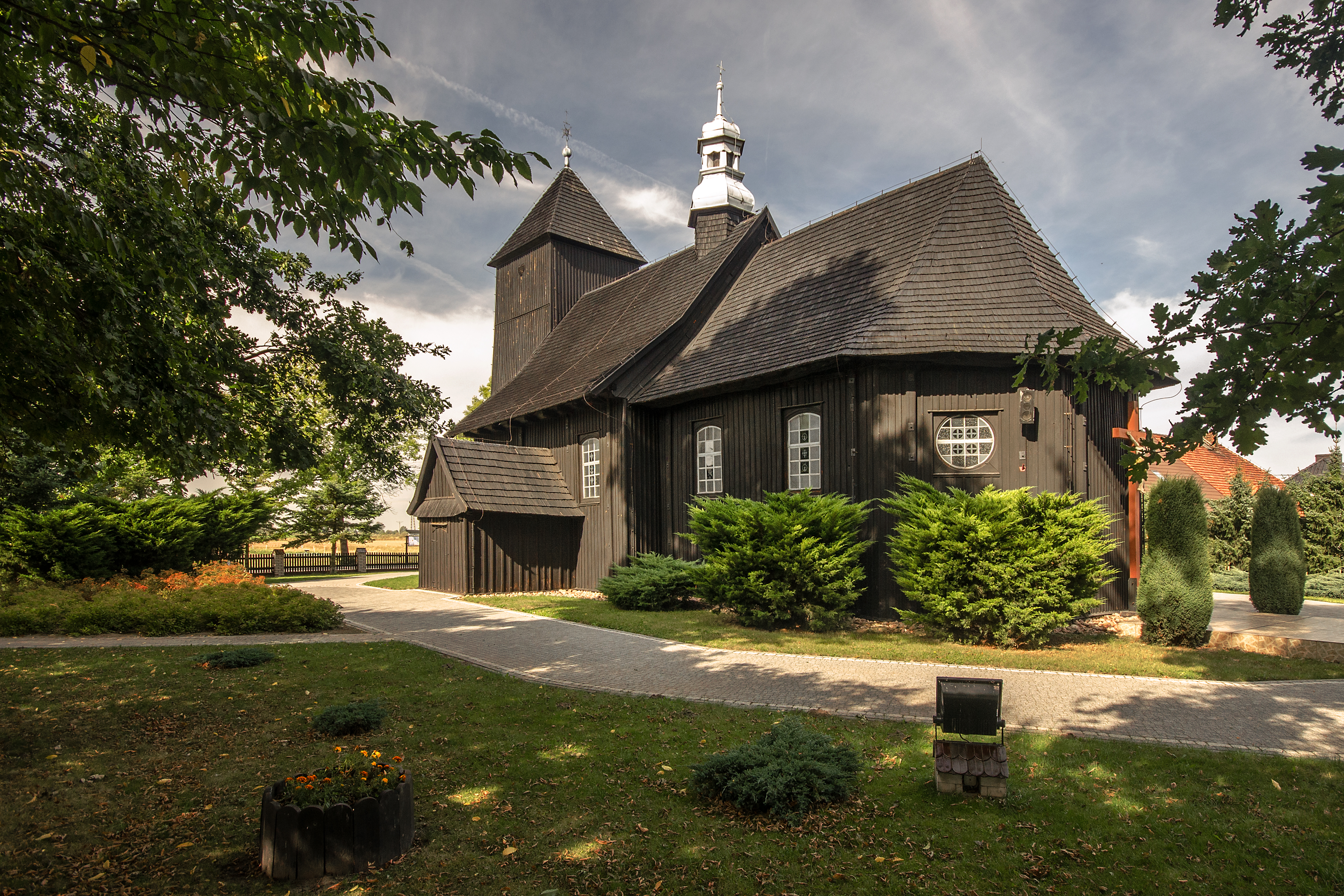
Mariä-Himmelfahrt-Kirche

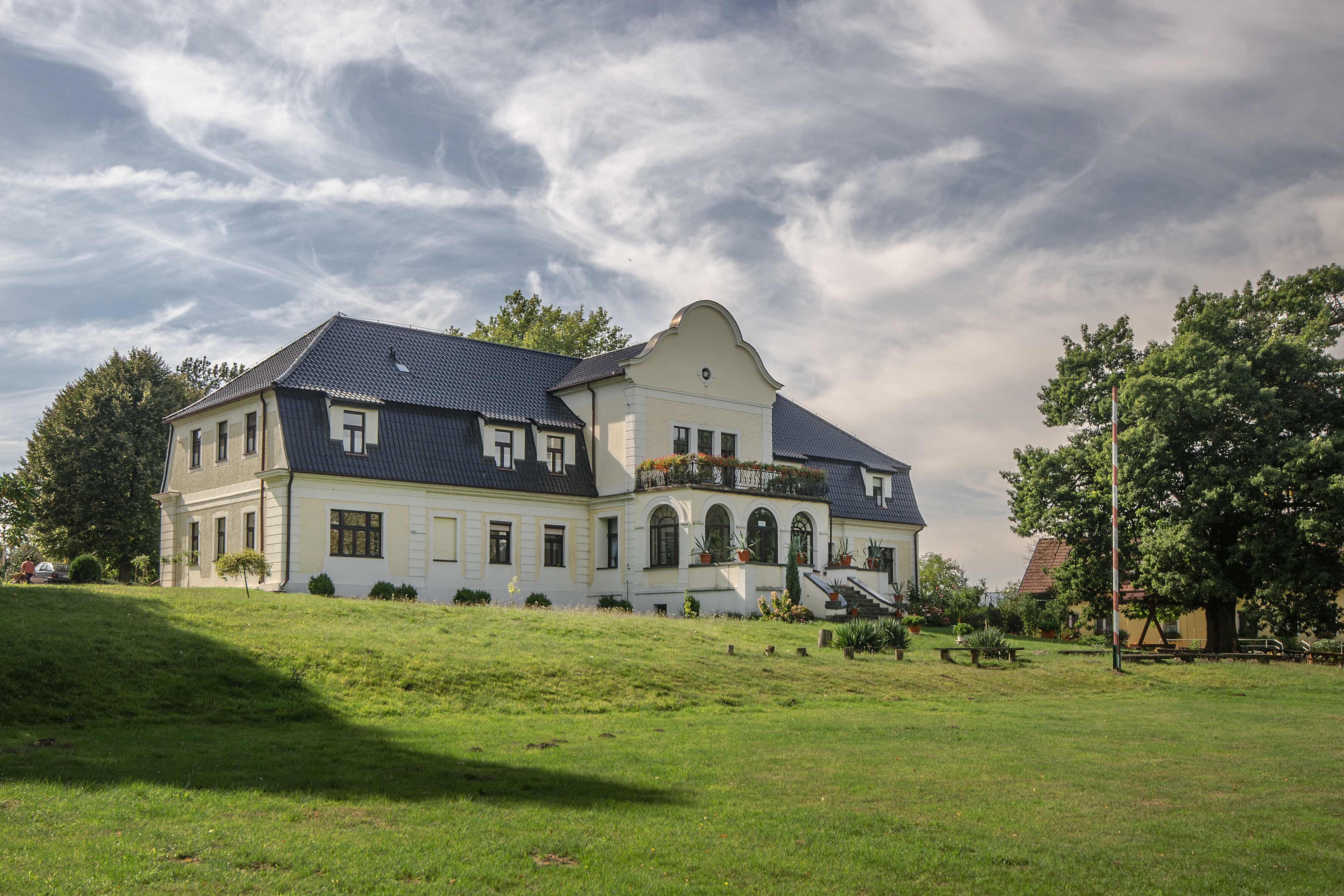
Schloss Uschütz

Der Ort wurde 1396 erstmals erwähnt. 1517 wurde im Ort eine hölzerne Kirche erbaut. 1534 wird der Ort als Vschitze erwähnt.
Nach dem Ersten Schlesischen Krieg 1742 fiel Uschütz mit dem größten Teil Schlesiens an Preußen.
Nach der Neuorganisation der Provinz Schlesien gehörte die Landgemeinde Uschütz ab 1816 zum Landkreis Rosenberg O.S. im Regierungsbezirk Oppeln. 1845 bestanden im Dorf ein Schloss, drei Vorwerke mit Schäferei, eine katholische Kirche, eine katholische Schule, eine Wassermühle, ein Papierwerk, ein Sägewerk, eine Brauerei, eine Brennerei, eine Bleiche, eine Ziegelei, ein Kalkofen, ein Feldsteinbruch und 108 Häuser. Im gleichen Jahr lebten in Uschütz 1270 Menschen, davon 285 evangelisch und acht jüdisch. Zum Ort gehörten die Vorwerke Karlshof, Kasimiersky, Louisenhof, Srzemecky, Utrate-Mühle und Wittenau. Am 1. Dezember 1858 wurde in Uschütz eine evangelische Schule eröffnet. 1861 zählte der Ort sieben Vorwerke, 20 Bauern, 22 Gärtner und einige Häusler. Im Dorf bestanden zwei Schulen. Die katholische Schule zählte 187 Schüler, die evangelisch 50 Schüler. 1874 wird der Amtsbezirk Uschütz gegründet, welcher die Landgemeinde Uschütz und den Gutsbezirk Uschütz umfasste. Erster Amtsvorsteher war der Rittergutsbesitzer und Leutenant Heider.
Bei der Volksabstimmung in Oberschlesien am 20. März 1921 stimmten 491 Wahlberechtigte für einen Verbleib bei Deutschland und 73 für Polen. Uschütz verblieb beim Deutschen Reich. 1925 zählte der Ort 1284, 1933 wiederum 1300 Einwohner. Am 29. Juli 1936 wurde der Ort in Wittenau umbenannt. Am 1. April 1939 erfolgte die Zusammenlegung der Dörfer Wittenau und Richterstal zur Gemeinde Wittenau-Richterstal. Die Gemeinde zählte 1939 2852 Einwohner. Bis 1945 befand sich der Ort im Landkreis Rosenberg O.S.
1945 kam der bisher deutsche Ort unter polnische Verwaltung, wurde der Woiwodschaft Schlesien angeschlossen und in Uszyce umbenannt. 1950 kam der Ort zur Woiwodschaft Oppeln und 1975 zur Woiwodschaft Tschenstochau. 1999 kam der Ort zum wiedergegründeten Powiat Oleski und wieder zur Woiwodschaft Oppeln.

## Sehenswürdigkeiten

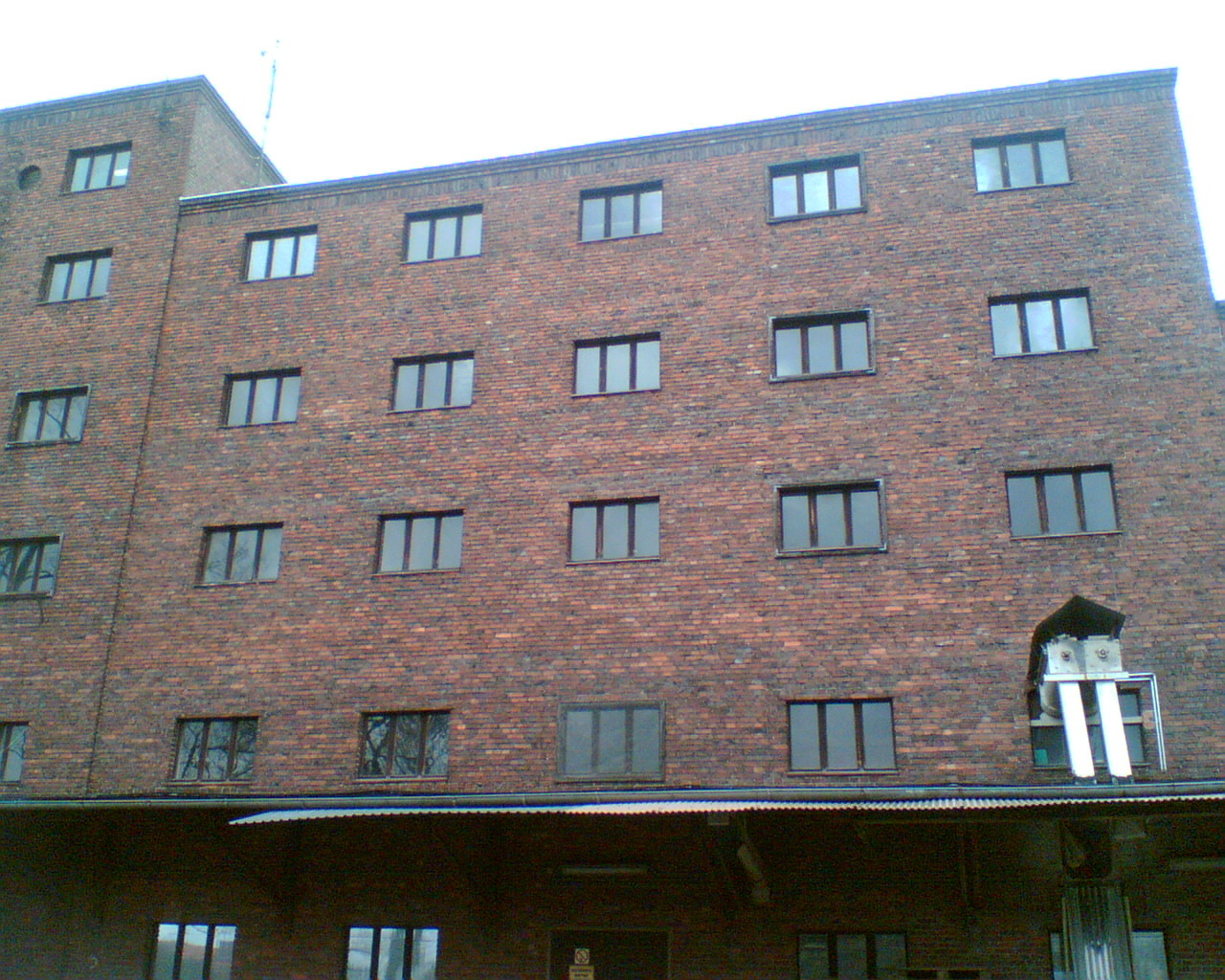
Mühle Uschütz

- Die römisch-katholische Schrotholzkirche Mariä-Himmelfahrt-Kirche (poln. Lościół par. pw. Wniebowzięcia NMP) ist eine Schrotholzkirche und wurde 1517 erbaut. Ende des 17. Jahrhunderts erhielt der Bau einen Glockenturm.[8] Seit 1954 steht der Bau unter Denkmalschutz.[9]
- Das Schloss Uschütz (poln. Dwór w Uszycach) wurde in der zweiten Hälfte des 18. Jahrhunderts im barocken Stil erbaut. Anfang des 20. Jahrhunderts wurde der Schlossbau umgebaut. Der Bau steht seit 1965 unter Denkmalschutz. Angrenzend befindet sich der Schlosspark.[10]
- Marienkapelle
- Wegekapelle mit Nepomukstatue an der Kreuzung zum Friedhof
- Mühle aus Backstein

## Söhne und Töchter des Ortes
- Gertrude Guillaume-Schack (1845–1903), Aktivistin der Internationalen Arbeiter-Assoziation und Frauenrechtlerin